# Rhyacophila hydaspica
Rhyacophila hydaspica is een schietmot uit de familie Rhyacophilidae. De soort komt voor in het Oriëntaals gebied.
De wetenschappelijke naam van de soort werd voor het eerst gepubliceerd in 1959 door Fernand Schmid.